# Lac Sainte-Lucie
Le lac Sainte-Lucie est un système lacustre estuarien situé dans le nord du KwaZulu-Natal en Afrique du Sud. C’est le plus grand lac estuarien d’Afrique australe, couvrant une superficie d’environ 350 kilomètres carrés, il se trouve dans le Parc de la zone humide d'iSimangaliso (un site du patrimoine mondial).

## Histoire
Le lac a été nommé Santa Lucia par Manuel Perestrello le 13 décembre 1575, le jour de la fête de Sainte-Lucie. Il a été rebaptisé plus tard Sainte-Lucie.

## Flore et faune
Plus de 2180 espèces de plantes à fleurs ont été répertoriées dans le système lacustre de Sainte-Lucie. Le lac Sainte-Lucie abrite une faune riche, notamment des crocodiles, des hippopotames, des lézards, plus de 400 espèces d’oiseaux, des invertébrés et occasionnellement des requins,.